# شهرستان وویانگ
شهرستان وویانگ (به لاتین: Wuyang County) یک شهرستان‌های جمهوری خلق چین در چین است که در لوهی واقع شده‌است.